# 111th Street (linea BMT Jamaica)
111th Street, in origine Greenwood Avenue e poi 111th Street-Richmond Hill, è una fermata della metropolitana di New York situata sulla linea BMT Jamaica. Nel 2019 è stata utilizzata da 350 344 passeggeri. È servita dalla linea J.

## Storia
La stazione fu aperta il 28 maggio 1917. È stata ristrutturata tra gennaio e giugno 2019.

## Strutture e impianti
La stazione è posta su un viadotto al di sopra di Jamaica Avenue, ha tre binari e due banchine laterali. Il mezzanino, posizionato sotto il piano binari, ospita le scale per accedere alle banchine, i tornelli e le due scale per il piano stradale che portano all'incrocio con 111th Street, una all'angolo nord-est e una all'angolo sud-est.

## Interscambi
La stazione è servita da alcune autolinee gestite da MTA Bus e NYCT Bus.
- Fermata autobus